# Jane de Launoyplein

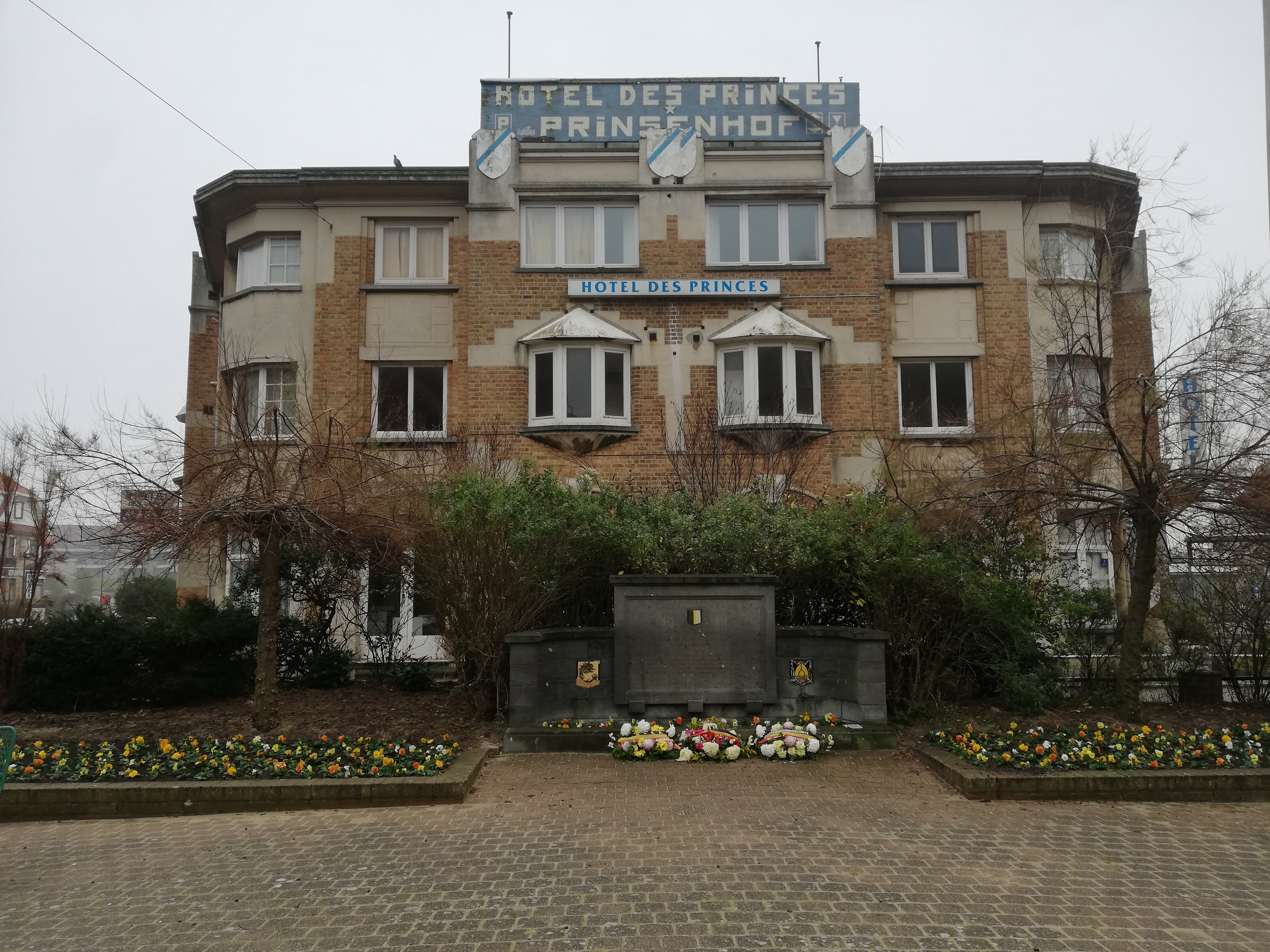
Jane De Launoyplein met het Prinsenhof op de achtergrond

Jane de Launoyplein is een plein in De Panne, vernoemd naar Jeanne Delaunoy.

## Geschiedenis
In 2020 ging het gemeentebestuur De Panne in op de oproep van Sofie Lemaire, in het Canvasprogramma Meer vrouw op straat, om deze naamgeving aan het plein toe te kennen. Alvorens stond het plein bekend als het ‘ontmijnersplein’, vanwege een gedenksteen voor de ontmijners die omgekomen zijn in De Panne.

## Locatie
Het plein is gelegen op de hoek van de Meeuwenlaan, Nieuwpoortlaan en Leopold II-laan in De Panne (aan het ontmijnersmonument). Het is gesitueerd in de nabijheid van hospitaal L'Océan, de villa Belle-Vue (die dienstdeed voor patiënten met besmettelijke ziekten) en de Emile Verhaerenzaal (die dienst deed voor culturele activiteiten voor patiënten en militairen op verlof).